# 海坊主

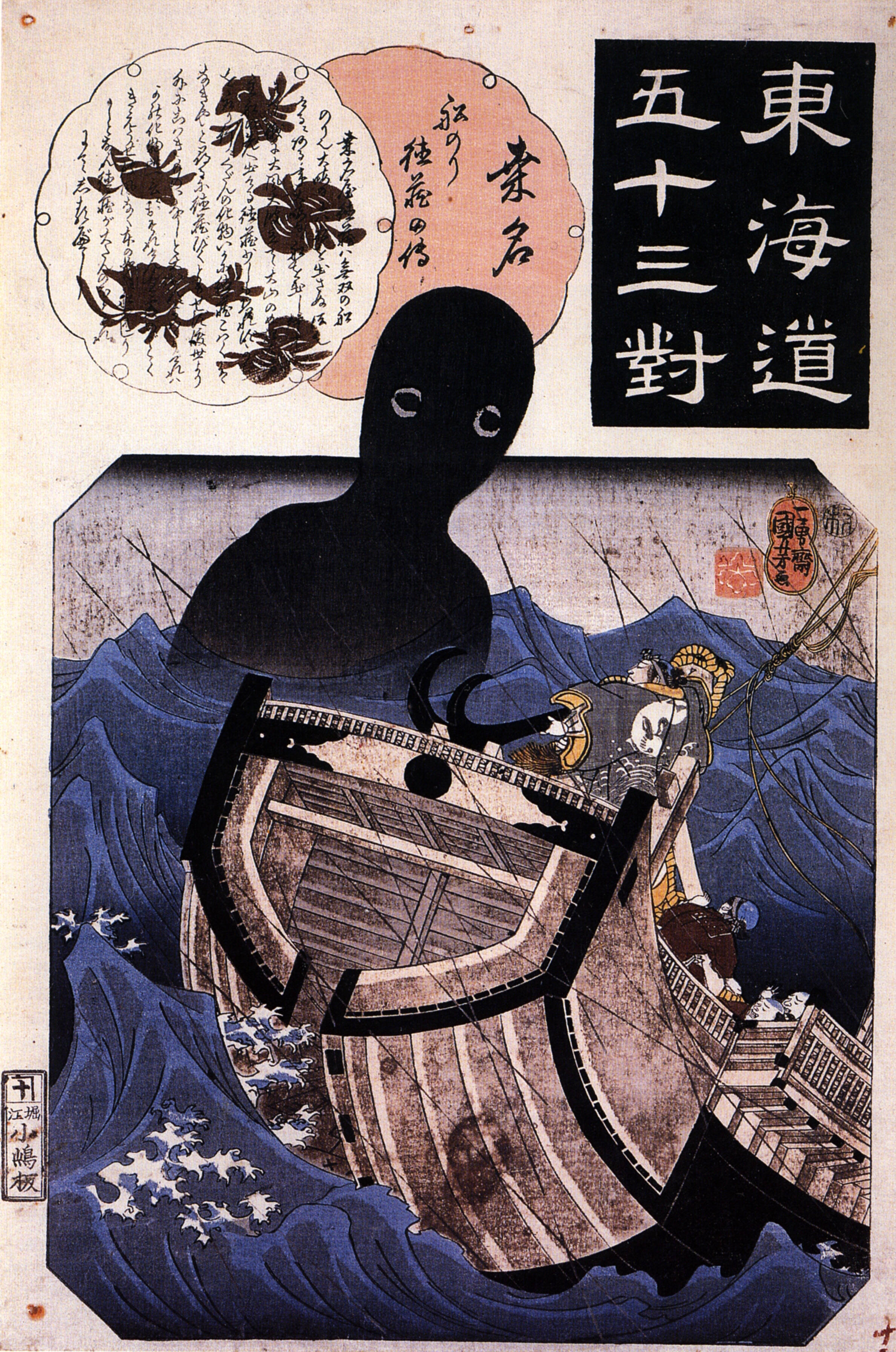
歌川国芳《東海道五十三對 桑名》中的海坊主

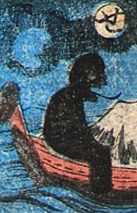
日本傳統卡片遊戲歌留多（カルタ）中海坊主的圖像

海坊主（日语：うみぼうず），又稱作海法師（うみほうし）、海入道（うみにゅうどう），是日本傳說中一種居住在大海中的妖怪。

## 形象
海坊主具有大且圓滑的頭部，頭上無毛，有五、六尺左右大，據說它會弄沉呼喊海坊主的人所搭乘的船隻。一般海坊主会在暴风雨或是傍晚时出现於海面上，是渔夫们在海上作业时最怕碰到的妖怪，他出现预示着大难临头。形象為一个体型硕大黑乎乎的光头和尚，除了一对蓝光烁烁的眼睛之外，看不清其面孔細節。他会出现在船头前挡住船的去路，然後向渔夫们强行索要所捕得的鱼，要是渔夫们不给或是捕鱼量太少而达不到他的要求的话，他会吐出黏液或掀翻渔船，让渔夫们船翻人亡。
有說海坊主是很大的一支妖怪族群，經常在海上对所遭遇的船只作害，因此这个妖怪的形象可能是来自于对海盗的妖魔化。